# Jierijärvi, Norrbotten

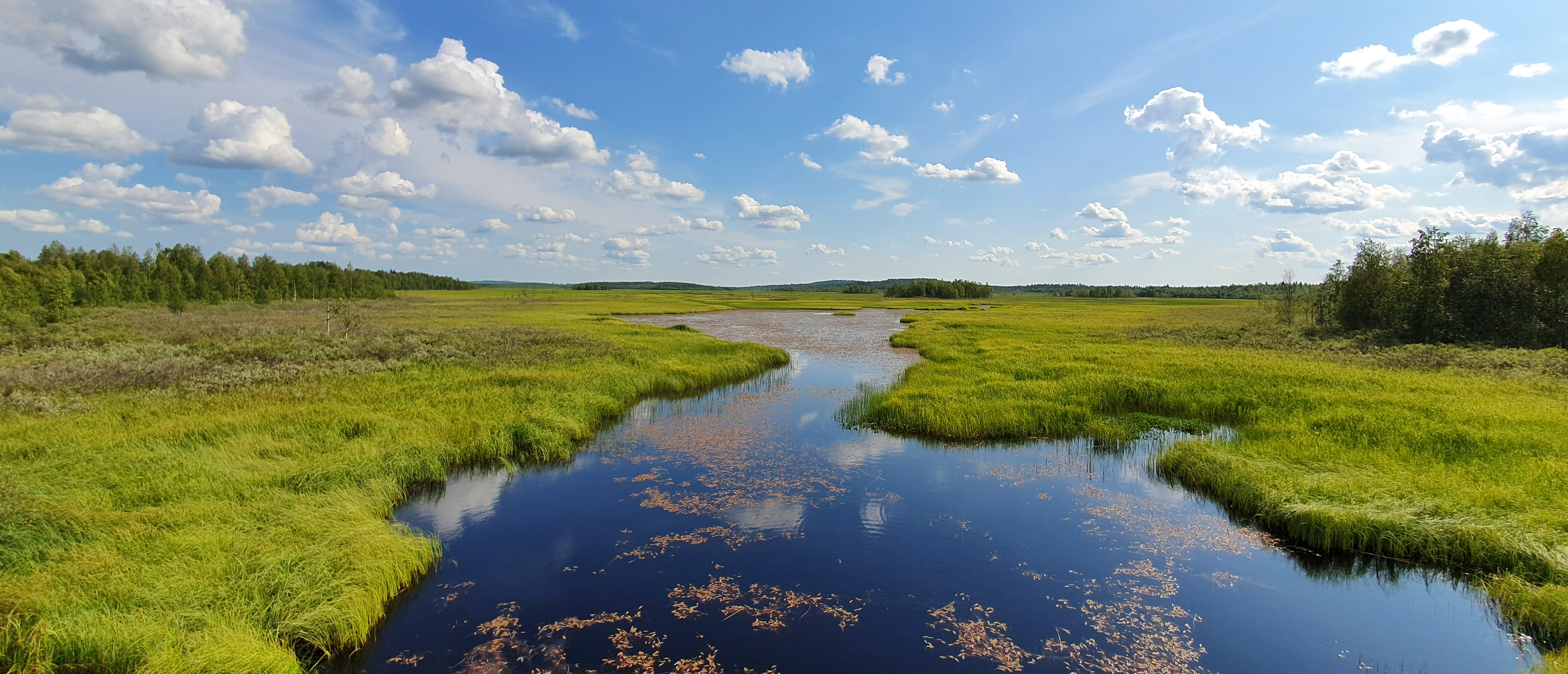
Jierijärvi sjö, juli 2019.

Jierijärvi är en sjö i Pajala kommun i Norrbotten och ingår i Kalixälvens huvudavrinningsområde. Sjön har en area på 0,127 kvadratkilometer och ligger 168,2 meter över havet. Sjön avvattnas av vattendragen Jierijoki (även kallad Kenttäjoki) och Kaivos (utlopp grävt på 1930-talet).

## Delavrinningsområde
Jierijärvi ingår i det delavrinningsområde (744561-181384) som SMHI kallar för Utloppet av Jierijärvi. Medelhöjden är 183 meter över havet och ytan är 20,55 kvadratkilometer. Det finns ett avrinningsområde uppströms, och räknas det in blir den ackumulerade arean 38,83 kvadratkilometer. Jierijoki (Kenttäjoki) som avvattnar avrinningsområdet har biflödesordning 4, vilket innebär att vattnet flödar genom totalt 4 vattendrag innan det når havet efter 165 kilometer. Avrinningsområdet består mestadels av skog (45 procent) och sankmarker (40 procent). Avrinningsområdet har 0,3 kvadratkilometer vattenytor vilket ger det en sjöprocent på 1,4 procent.